# Molly (film, 2020)
A Molly (eredeti cím: The Roads Not Taken) 2020-as koprodukciós filmdráma, amelyet Sally Potter írt és rendezett. A főbb szerepekben Javier Bardem, Elle Fanning, Salma Hayek és Laura Linney látható. 
A film világpremierje a Berlini Nemzetközi Filmfesztiválon volt 2020. február 26-án, és március 13-án mutatta be a Bleecker Street.

## Cselekmény
Az ötvenes évei közepén járó Leo nem nyit ajtót, amikor a háztartási alkalmazottja, Xenia csönget, és nem veszi fel a telefont, amikor a lánya, Molly hívja. Amikor együtt lépnek be a lakásba, Leo letargikusan fekszik az ágyban, alig reagál, és látszólag zavarodott. Leo agysorvadásban szenved, ami a homloklebenyét érinti. Leo Mexikóból származik, és valaha író volt. Most már több mint 30 éve az Amerikai Egyesült Államokban él, és New Yorkban van egy lakása a vasútállomás közelében.
Leo nagyon szeretné elmondani a lányának, de képtelen rendezni a gondolatait. Fejében összekeveredik a jelen és az élete különböző időszakaiban történt jelentős események emlékei. Képzeletében néha még mindig első szerelmével, Doloresszel él a mexikói kis házban. Eleinte nem akart vele menni, hogy meggyászolja az autóbalesetben meghalt fiuk elvesztését. Ekkor eszébe jut a görögországi útja, ahol egy szigeten próbálta befejezni a regénye megírását. Akkoriban azért hagyta ott kis családját, mert nem bírta elviselni a kisbaba sírását, és az írásra akart koncentrálni. Leo ott találkozott egy szőke, fiatal német nővel, aki a feleségére, Ritára emlékeztette.
Mollynak rá kell vennie az apját, hogy hagyja el a lakást egy fogorvoslátogatás miatt. A férfi azonban fél a város összes emberétől és a hangos zajoktól. A fogorvosnál tett látogatás katasztrófába torkollik, nem utolsósorban azért, mert a férfi bepisil, és fejsérülés miatt kórházba kerül. Molly anyukája, Rita, akitől Leo már régóta elvált, meglátogatja. Az ezt követő látogatás a szemészorvosnál hasonlóan rombolóan alakul, mivel Molly nem bírja elviselni, hogy mindenki más úgy beszél az apjáról, mintha ő ott sem lenne, pedig ott van a szobában.
Mindez távol tartja Mollyt a fontos munkahelyi tárgyalásoktól. Végül ez a nap, amikor többet kell vigyáznia az apjára, mint szeretné, semmissé teszi sok hét munkájának erőfeszítéseit. Molly rájön, már ő sem érti az apját, és úgy dönt, hogy aznap este nála marad. Éjjel Leo észrevétlenül, mezítláb, fürdőköpenyben hagyja el a lakását, és felszáll egy vonatra. Egy rendőr viszi ki az állomásra, Molly pedig felveszi. Otthon Leo fényes pillanatot él át. Beszél a görögországi útjáról, az okokról, amiért visszatért, és eszébe jut Molly neve, aminek a lánya nagyon örül. Rájön, hogy érdemes volt nem teljesen lemondani az apjáról.

## Szereplők
| Szerep        | Színész           | Magyar hang        |
| ------------- | ----------------- | ------------------ |
| Leo           | Javier Bardem     | Nagypál Gábor      |
| Molly         | Elle Fanning      | Boda-Novy Emília   |
| Dolores       | Salma Hayek       | eredeti nyelven    |
| Rita          | Laura Linney      | Bertalan Ágnes     |
| Xenia         | Branka Katić      |                    |
| Anni          | Milena Tscharntke | Veszelovszki Janka |
| Mikael        | Dimitri Andreas   | Dézsy Szabó Gábor  |
| Amenta rendőr | Gerard Cordero    |                    |

### Magyar változat
- Magyar szöveg: Zalatnay Márta
- Hangmérnök: Cs. Németh Bálint
- Vágó: Sári-Szemerédi Gabriella
- Gyártásvezető: Gelencsér Adrienn
- Szinkronrendező: Báthory Orsolya
- Produkciós vezető: Várkonyi Krisztina

A szinkront a Mafilm Audio Kft. készítette el.

## A film készítése
2018 decemberében jelentették be, hogy Javier Bardem, Elle Fanning, Salma Hayek, Laura Linney és Chris Rock csatlakozott a film szereplőgárdájához, a rendező és a forgatókönyvet pedig Sally Potter lesz. Christopher Sheppard lett a producer az Adventure Pictures nevű cégénél, míg a BBC Films, a HanWay Films, a British Film Institute, az Ingenious Media, a Chimney Pot, a Sverige AB, az Adventure Pictures és a Film i Väst szintén a film producerei voltak. A film a Washington Square Films együttműködésével készült. A fő forgalmazó a Bleecker Street lett. A gyártás még abban a hónapban megkezdődött. Az utómunka során Rock jeleneteit teljesen kivágták a filmből.
A filmet Nic Potternek, Sally bátyjának ajánlják, aki a Pick-kórban, a demencia egy fajtájában szenvedett.

## Bemutató
2019 szeptemberében bejelentették, hogy a Focus Features megszerezte a nemzetközi forgalmazási jogokat. Világpremierje a Berlini Nemzetközi Filmfesztiválon volt 2020. február 26-án. Az Egyesült Államokban 2020. március 13-án jelent meg.